# Sofia Ionescu
Sofía Ionescu-Ogrezeanu (25 de abril de 1920 – 21 de marzo de 2008), médica rumana, es considerada la primera mujer neurocirujana en el mundo.

## Inicios
Ionescu nacido en Rumania  en Fălticeni, Suceava, hija de Constantin Ogrezeanu y Maria Ogrezeanu. Su interés por la medicina  comenzó  cuando conoció a la que sería su amiga a Aurelia Dumitru y a su padre, el Dr. Dumitru. El episodio  que la llevó a ingresar a la escuela de medicina fue la muerte de un  amigo de la infancia, fallecido en París debido a una infección después de una cirugía de cerebro.[cita requerida]
Con el apoyo de su madre, Ionescu inició sus estudios de medicina en Bucarest en 1939. En su primer año de internado, se especializó en  oftalmología. El año siguiente trabajó en Suceava en una clínica mal equipada durante una epidemia de tifus.[cita requerida] Durante las vacaciones fue voluntaria para cuidar prisioneros soviéticos en el Stamate Hospital ubicado en Fălticeni. En ese hospital se introdujo en el  servicio quirúrgico, realizando sus primeras operaciones, en su mayoría amputaciones.

En 1943, pasó su pasantía de verano en la unidad de neurocirugía del Hospital Central de enfermedades mentales, nerviosas y endocrinas de Bucarest, donde vivió el momento decisivo que marcaría el futuro de su carrera. En 1944, a los 24 años y bajo la tutoría del profesor Bagdasar, realizó su primera intervención de neurocirugía, salvando la vida de un niño en coma de 8 años con un hematoma epidural. Esta cirugía le otorgó un lugar en el equipo del Dr. Bagdasar. En 1945  obtuvo los títulos de médica y cirujana, convirtiéndose en la  primera neurocirujana en Rumania.
"Esta operación cambió mi vida durante los siguientes 47 años, ya que me convertí en neurocirujano, alejándome 180 grados de lo que había elegido para mí antes, la vida tranquila de un internista en mi ciudad natal".

## Carrera
En 1954, comenzó a ejercer como especialista en neurocirugía. Realizó muchas cirugías innovadoras. Después de convertirse en  consultora, comenzó a escribir artículos en revistas científicas tanto de Rumania como en el extranjero. Después de su jubilación continuó escribiendo artículos, publicados en revistas médicas rumanas.
En 1970, la esposa favorita del Sheikh de Abu Dhabi enfermó. Dado que ningún hombre podía acceder al harén fue la médica elegida. Tras una semana al cuidado de la mujer, esta sanó. Como recompensa el jeque le dio 2000 dólares y una valiosa joya. 
Ionescu recibió muchos reconocimientos a lo largo de su vida. Por acciones realizadas durante su etapa de estudiante de medicina recibió la Insignia de la Cruz Roja en 1943. El 29 de marzo de 1997 se convirtió en miembro de la Academia de Ciencias Médicas. Perteneció a la Sociedad Rumana de Historia de la Medicina y a la Sociedad Rumana de Neurocirugía.
Fue declarada heroína por la Organización Mundial de la Salud junto con otros sesenta y cinco médicos que dedicaron su vida a la medicina. También recibió el Diploma de Ciudadano de Honor y la Medalla de Honor de la Municipalidad de Fălticeni.
Ionescu fue neurocirujana durante 47 años en el Hospital n. 9, formando un equipo con Ionel Ionescu, Constantin Arseni, bajo la dirección de Dumitru Bagdasar. Formaron el primer equipo neurológico de Rumanía, más tarde llamado “El equipo dorado”, el cual ayudó desarrollar la neurocirugía en Rumanía.
A principios de marzo de 2008, Ionescu recibió el mayor honor que puede recibir un ciudadano rumano, la Estrella de la República, con el rango de caballero. Murió solo unos días después, a los 88 años, en Bucarest, dejando un importante legado y abriendo el camino neuroquirúrgico para otras y otros especialistas.